# Jacques Sabon
Jacques Sabon (Lyon, entre 1520 y 1535 - Fráncfort del Meno, entre 1580 y 1590) fue un tipógrafo francés.

## Biografía
Colaboró durante muchos años con el impresor y también tipógrafo Claude Garamond fundiendo tipos, aunque no se dedicaba a cortar los punzones él mismo.[cita requerida] Se lo asocia con la creación de tipos romanos que fueron desarrollados por Garamond.
Trabajó con Christian Egenolff en Fráncfort en 1555. Su presencia en esa ciudad se debió a razones económicas o religiosas, ya que Sabon era protestante. En 1571 se casa con Judith Egenolff -pariente directa de Egenolff, que en algunos textos se afirma que es o su hija o su viuda o su cuñada o su nieta- y toma la cabeza de la fundición en 1572.
En 1565, se mudó a Amberes para trabajar con Christopher Plantin en el grabado de punzones y acuñar las matrices de Claude Garamond. A la muerte de Garamond, Plantin y Sabon adquirieron parte de su colección de tipos de grabados.
Después de la muerte de Sabon, su viuda Judith Egelnolff se casó con el impresor y fundidor de tipos de Fráncfort Conrad Berner (o, también escrito, Konrad Berner), quien en 1592 creó una de las primeras producciones tipográficas para una gran clientela de impresores: uno de los primeros especímenes conocidos de caracteres con el catálogo tipográfico de Garamond. Este espécimen asoció por primera vez el tipo romano de Garamond con la cursiva de Robert Granjon.

## Fuente con su nombre

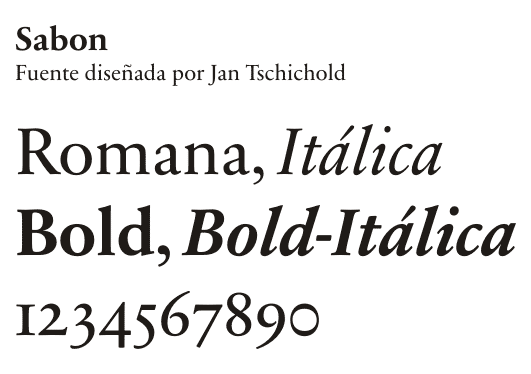
Fuente Sabon, de 1960.

Sabon hace referencia también al tipo de letra que fue diseñado por el tipógrafo alemán Jan Tschichold (1902-1974) en la década de los 60 como encargo para una comisión de impresores alemanes. La tipografía Sabon está basada en la fundición utilizada en los impresos de Claude Garamond del siglo XVI. Este tipo de letra fue dibujado por Tschichold para poder ser utilizada en: impresión tipográfica, composición a mano, Linotipia y Monotipia.